# Jevlogij (Smirnov)
Jevlogij (světským jménem: Jurij Vasiljevič Smirnov; 13. ledna 1937, Kemerovo – 22. července 2020, Moskva) byl ruský pravoslavný duchovní Ruské pravoslavné církve a metropolita vladimirský a suzdalský.
Byl strýcem metropolity Aristarcha (Smirnova).

## Život
Narodil se 13. ledna 1937 v Kemerovu. Jeho matka byla vyznamenána Řádem Matka-hrdinka.
Po ukončení střední školy roku 1955 nastoupil na Moskevský duchovní seminář, který dokončil roku 1959.
V letech 1956-1959 sloužil jako hypodiakon patriarchy Alexije I.
Na jaře 1960 byl přijat do Trojicko-sergijevské lávry a na podzim byl povolán do řad Sovětské armády.
Dne 15. března 1965 byl představeným lávry archimandritou Platonem (Lobankovym) postřižen na monacha se jménem Jevlogij na počest svatého mučedníka Eulogia Palestinského.
Dne 21. března 1965 byl v soboru Zjevení Páně v Moskvě metropolitou krutickým a kolomenským Pimenem (Izvekovem) rukopoložen na hierodiakona.
Roku 1966 dokončil studium na Moskevské duchovní akademii s titulem kandidáta bohosloví. Zde začal přednášet na fakultě homiletiky a také na Moskevském duchovním semináři.
Dne 18. října 1967 byl v chrámu Zjevení Páně patriarchou moskevským Alexijem I. rukopoložen na jeromonacha.
Roku 1967 se stal asistentem a roku 1969 starším asistentem inspektora akademie.
Dne 7. dubna 1970 byl povýšen na igumena a v letech 1972-1983 byl ekonomem Trojicko-sergijevské lávry a Moskevské duchovní akademie.
Dne 7. dubna 1973 byl povýšen na archimandritu.
Od roku 1973 přednášel liturgiku, komparativní a pastorační teologii na Moskevských duchovních školách. Roku 1975 se stal docentem akademie. Roku 1977 získal za práci „Pravoslavné mnišství ve službě církvi a světu“ titul magistra teologie.
Roku 1978 začal vést fakultu historie balkánských církví a titulem profesor církevních dějin.
Dne 23. května 1983 byl ustanoven představeným moskevského monastýru Danilov, kde působil do září 1986.
Roku 1986 se stal prvním prorektorem Moskevské duchovní akademie a semináře a profesorem fakulty pastorační teologie.
Dne 13. srpna 1988 byl ustanoven představeným monastýru Optyna Pustyň.
Jako poutník, člen oficiálních delegací a účastník vědeckých konferencí navštívil Řecko, Bulharsko, Švýcarsko, Itálii, Francii a Izrael.
Dne 27. října 1990 byl Svatým synodem zvolen biskupem vladimirským a suzdalským.
Dne 10. listopadu 1990 byl soboru Zesnutí přesvaté Bohorodice ve Vladimiru oficiálně jmenován biskupem. Dne 11. listopadu proběhla jeho biskupská chirotonie. Světiteli byli patriarcha moskevský Alexij II., arcibiskup rjazaňsky a kasimovský Simon (Novikov), arcibiskup chersonský Valentin (Miščuk), arcibiskup düsseldorfský Longin (Talypin), arcibiskup orechovo-zujevský Mykolaj (Škrumko), biskup istrinský Arsenij (Jepifanov) a biskup podolský Viktor (Pjankov).
Od 27. října 1990 do 16. července 1995 vedl Synodální komisi pro záležitosti monastýrů.
Dne 25. února 1995 byl povýšen na arcibiskupa.
Dne 16. července 2013 byl rozhodnutím Svatého synodu zvolen hlavou nově zřízené vladimirské metropole.
Od července 2013 do května 2014 byl dočasným správcem alexandrovské eparchie.
Dne 18. července 2013 byl během liturgie v Trojicko-sergijevské lávře patriarchou moskevským Kirillem povýšen na metropolitu.
V letech 2008-2017 byl členem Nejvyššího obecného církevního soudu. Na Archijerejském soboru roku 2017 byl ustanoven poradcem tohoto soudu.
Dne 28. prosince 2018 byl Svatým synodem poslán do důchodu. Jako místo pobytu mi bylo určeno město Vladimir.
Zemřel 22. července 2020 v Moskvě. Dne 25. července proběhla v soboru Zesnutí přesvaté Bohorodice ve Vladimiru smuteční obřad a pohřben byl v kapli svatého Jiřího v katedrálním soboru.

## Řády a vyznamenání

### Církevní vyznamenání
- 2011 – Řád přepodobného Sergija Radoněžského I. stupně
- 2017 – Řád blahověrného knížete Daniela Moskevského I. stupně
- Řád apoštolům rovného knížete Vladimíra II.-III. stupně
- Řád přepodobného Sergija Radoněžského II.-III. stupně
- Řád blahověrného knížete Daniela Moskevského II. stupně
- Řád přepodobného Serafima Sarovského II. stupně
- Řád Svatého Kříže a Božího Hrobu I.-III. stupně (Pravoslavný patriarchát jeruzalémský)
- Řád apoštolům rovných Cyrila a Metoděje III. stupně (Pravoslavná církev v českých zemích a na Slovensku)
- další řády Ukrajinské pravoslavné církve, Běloruské pravoslavné církve, pamětní medaile a diplomy